# Çakılkaya, Pınarbaşı
Çakılkaya là một xã thuộc huyện Pınarbaşı, tỉnh Kayseri, Thổ Nhĩ Kỳ. Dân số thời điểm năm 2008 là 541 người.